# 米沢市立南原小学校
米沢市立南原小学校（よねざわしりつ みなみはらしょうがっこう）は山形県米沢市にある公立小学校。

## 沿革
- 1873年（明治6年）10月 - 第6大学区第20幡中学区南原学校創立
- 1879年（明治12年）9月 - 李山村に分教場設置
- 1880年（明治13年）6月 - 李山村に本校を分離し李山学校を創設。
- 1887年（明治20年）4月 - 南原尋常小学校と改称。
- 1892年（明治25年）7月 - 李山尋常小学撤廃し南原小学校李山分校に改称
- 1941年（昭和16年）4月1日 - 統廃合と国民学校令により　南原尋常高等小学校、芳泉尋常小学校を南原村第一国民学校へ
- 1947年（昭和22年）4月1日 - 学制改革により、南原村立南原小学校に改称
- 1955年（昭和30年）4月 - 米沢市へ合併。米沢市立南原小学校と改称
- 1963年（昭和38年）7月 - プール新設
- 1990年（平成2年）2月 - 屋内運動場竣工
- 1992年（平成4年）3月 - 芳泉分校閉校
- 1994年（平成6年）3月 - 大平冬季分校閉校
- 1996年（平成8年）11月 - 新校舎竣工
- 1997年（平成9年）
  - 1月 - プール竣工
  - 4月 - 相撲場竣工
- 2021年（令和3年）4月1日 - 関小学校と統合

## 通学区域
- 大字南原石垣町、大字南原横堀町、大字南原笹野町、大字南原新町、大字南原猪苗代町、大字笹野、大字李山、大字大平、諸仏町、笹野本町、直江石堤(松川小学校通学区域を除く。)、大字関町、大字立石、大字関、大字綱木[2]

## 進学先中学校
- 公立学校は、第二中学校へ進学[2]。

## 周辺
- 山形県道2号米沢猪苗代線